# IC 4902
IC 4902 ist eine Spiralgalaxie vom Hubble-Typ Sc im Sternbild Teleskop am Südsternhimmel. Sie ist rund 742 Millionen Lichtjahre von der Milchstraße entfernt und hat einen Durchmesser von etwa 155.000 Lichtjahren. 

Im selben Himmelsareal befinden sich u. a. die Galaxien IC 4908 und IC 4910.
Das Objekt wurde am 3. Oktober 1901 von DeLisle Stewart entdeckt.